# Bob Hawke
Robert James Lee (Bob) Hawke, AC (9 tháng 12 năm 1929 – 16 tháng 5 năm 2019) là Thủ tướng Úc thứ 23 và là vị thủ tướng lâu năm nhất của Đảng Lao động Úc.
Sau một thập niên làm chủ tịch của Hội đồng các nghiệp đoàn Úc, ông đã đi vào chính trường tại cuộc cuộc bầu cử năm 1980 và đã trở thành thủ tướng trong vòng ba năm sau đó. Cho đến nay ông là vị thủ tướng thuộc Đảng Lao động Úc được bầu thành công nhất và phục vụ lâu nhất, giành được bốn nhiệm kỳ liên tiếp trong các cuộc bầu cử liên bang và ông là vị thủ tướng Úc đảm nhiệm chức vụ này lâu thứ ba ở Úc.

## Thời trẻ và học hành
Hawke sinh ra tại Bordertown, một thị xã nhỏ ở South Australia gần giáp giới Victoria. Cha ông là một mục sư Công lý Giáo hội, bác (chú) ông, Albert Hawke, là thủ hiến Tây Úc thuộc Đảng Lao động từ năm 1953 và 1959 và là một người bạn thân của vị thủ tướng thuộc Đảng Lao động John Curtin, người làm gương cho Bob Hawke. Mẹ Hawke, Ellie, có niềm tin tưởng vào Chúa cứu thế vào số mệnh của con trai mình và chính điều này đã góp phần làm cho ông tự tin cao độ trong sụ nghiệp của mình. Bố mẹ ông có dòng dõi người Anh. Hawke từ nhỏ đã từ bỏ niềm tin vào Thiên Chúa giáo và đền thời điểm ông tham gia chính trị ông là một người tự mô tả là theo thuyết bất khả tri.
Hawke lớn lên ở Perth và học Trường Hiện đại Perth và học xong undergraduate degrees về luật và kinh tế học tại Đại học Western Australia. Ông vào Đảng Lao động năm 1947, và đã được cấp một suất Học bổng Rhodes năm 1953 và theo học Đại học Oxford để hoàn thành chương trình học cử nhân văn chương tại University College với luận văn về chế độ cố định tiền lương ở Australia.
Có lẽ thành tích học tập của ông bị sự lấn át của thành tích mà ông đạt được là một người giữ kỷ lục thế giới về tiêu thụ bia nhanh nhất: một bình đựng bia (khoảng 1,7 lít bia) trong 11 giây . Trong hồi ký của mình, Hawke cho rằng chiến công này đã góp phần vào thành công chính trị của ông nhiều hơn thứ khác, khiến công chúng với một nền văn hóa bia mạnh quý mến ông bỏ phiếu cho ông.